# Morro d'Alba
Morro d'Alba est une commune italienne d'environ 1 837 habitants, située dans la province d'Ancône, dans la région Marches, en Italie centrale.

## Économie
Morro d'Alba est une des communes de la province d'Ancône qui produisent le célèbre vin rouge Lacrima di Morro d'Alba, les autres étant San Marcello, Belvedere Ostrense, Monte San Vito, Senigallia et Ostra.

## Administration
| Période                                  | Période | Identité | Étiquette | Qualité |
| ---------------------------------------- | ------- | -------- | --------- | ------- |
|                                          |         |          |           |         |
| Les données manquantes sont à compléter. |         |          |           |         |

### Communes limitrophes
Belvedere Ostrense, Monte San Vito, San Marcello, Senigallia